# フィリピン諸島米国軍政府

フィリピン諸島米国軍政府
United States Military Government of the Philippine Islands（英語）
Gobierno militar estadounidense de las Islas Filipinas（スペイン語）
Pamahalaang Militar ng Estados Unidos sa Kapuluang Pilipinas（タガログ語）

国歌: Hail, Columbia（英語）
コロンビア万歳

1901年のフィリピン

フィリピン諸島米国軍政府（フィリピンしょとうべいこくぐんせいふ、英語: United States Military Government
of the Philippine Islands）は、フィリピンに置かれていたアメリカ合衆国の軍事政府である。
ウェズリー・メリットは1898年8月14日の布告によって政府を樹立し、その翌日にメリットは軍事総督に就任した。1902年にアメリカ合衆国議会でフィリピン自治法が可決されたことで、フィリピンがより植民地化されていくこととなった。

## マニラの占領

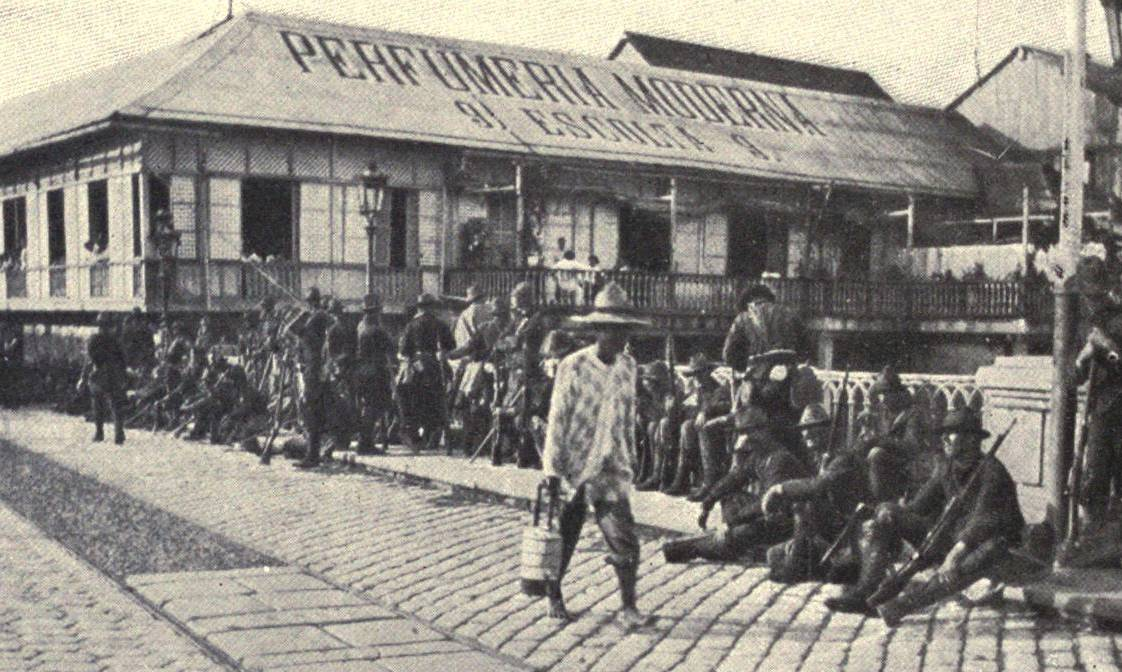
戦闘後、パシグ川にかかる橋を警備するアメリカ兵の写真（1898年8月13日）